# 하시모토 다이키 (체조 선수)
하시모토 다이키(일본어: 橋本 大輝, 2001년 8월 7일~)는 일본의 체조 선수이다. 2020년 하계 올림픽 남자 개인종합, 남자 철봉 금메달, 남자 단체전 은메달을 획득했으며 2024년 하계 올림픽에서 남자 단체전 금메달을 획득했다. 또한 세계 선수권 대회에서 금메달 4개, 은메달 5개, 동메달 1개를 획득했다.

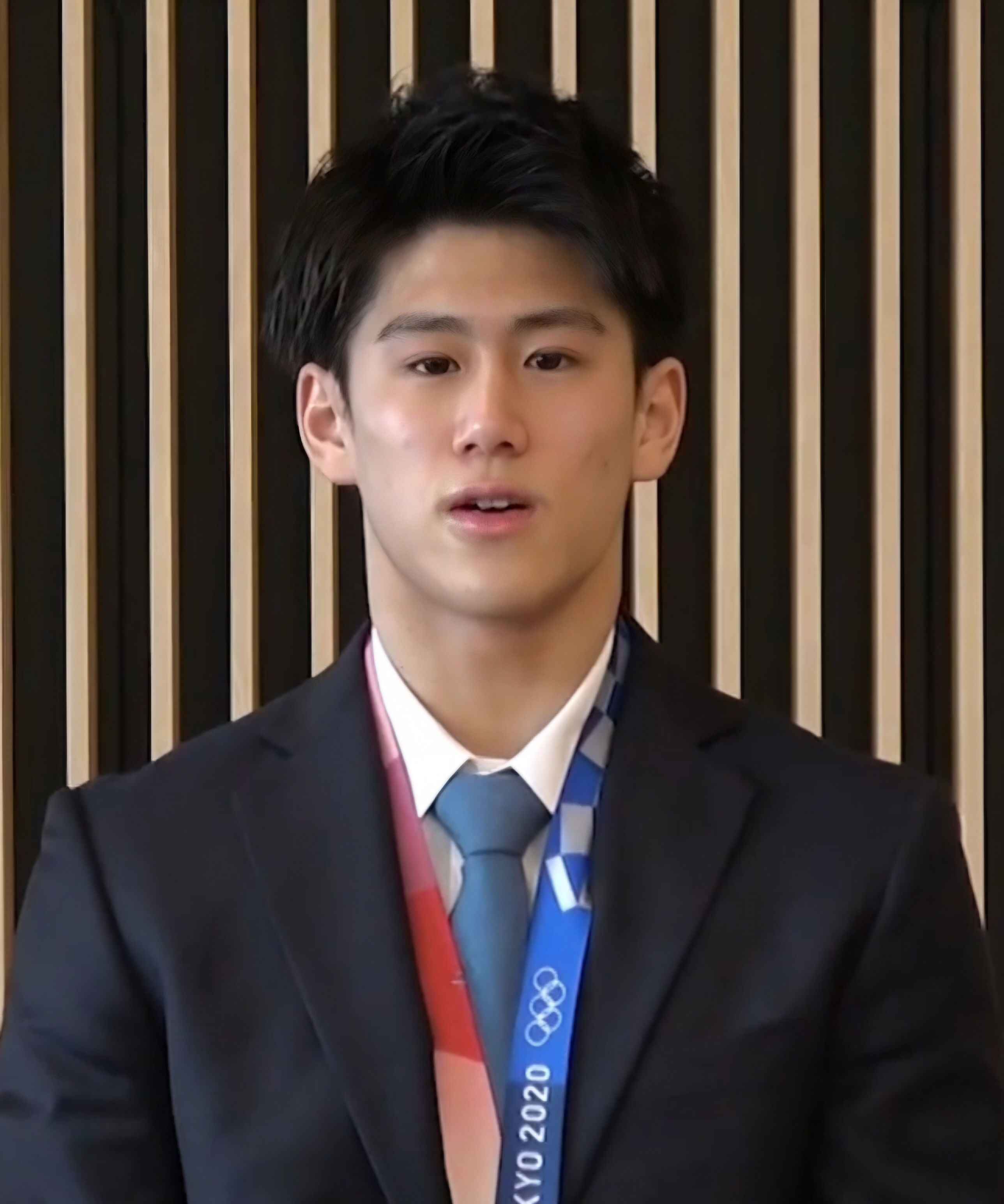
2022년 3월 당시의 하시모토